# Simyra nervosa
Simyra nervosa là một loài bướm đêm thuộc họ Noctuidae. Ở châu Âu, nó có ở Pháp, phía đông qua phía bắc và đông bắc Đức tới Ba Lan. South của Anpơ nó có ở miền bắc Ý, qua Balkan countries tới Hy Lạp. Nó là một loài cách biệt ở Sicilia. Ở châu Á, nó được tìm thấy ở Anatolia, Kavkaz, Iran, Afghanistan, Sibiria, Tây Tạng, Mông Cổ và Trung Quốc.
Sải cánh dài 28–34 mm. Con trưởng thành bay vào two generations từ tháng 4 đến tháng 5 và từ tháng 7 đến tháng 8.
Ấu trùng ăn Euphorbia esula, Rumex acetosella và Hieraceum umbellatum.